# 2014年CBA总决赛
2014年中国男子篮球联赛总决赛是2013-14年中国男子篮球职业联赛的最后一个系列赛程。

## 两队比较

### 总体
| 北京金隅                  | 北京金隅     | 新疆广汇     | 新疆广汇                  |
| ------------------------- | ------------ | ------------ | ------------------------- |
| 23-11 (.676) 全联盟第四名 | 常规赛战绩   | 常规赛战绩   | 26-8 (.765） 全联盟第二名 |
| 3-1击败浙江廣廈           | 季后赛第一轮 | 季后赛第一轮 | 3-1击败遼寧藥都本溪       |
| 3-2击败廣東東莞銀行       | 季后赛半决赛 | 季后赛半决赛 | 3-0击败東莞馬可波羅       |
| 104.3                     | 场均得分     | 场均得分     | 105.0                     |
| 98.6                      | 场均失分     | 场均失分     | 93.5                      |

### 常规赛对阵
| 2013年11月10日 |

| 比赛报告 |

| 新疆广汇汽车 98–106 北京金隅 |  |                       |
| 得分： 斯蒂芬·马布里（20分） |  | 得分： 唐正东（20分） |

| 2013年2月15日 |

| 比赛报告 |

| 北京金隅 92–97 新疆广汇汽车  |  |                              |
| 得分： 兰多夫·莫里斯（35分） |  | 得分： 莱斯特·哈德森（26分） |

## 对阵
| 3月19日 19点35分 |

| 比赛报告 |

| 新疆广汇 75–95 北京金隅                                                                                      |  |                                                                                       |
| 每節分數： 28 - 29、11 - 17、20 - 25、16 - 24                                                                |  |                                                                                       |
| 得分： 莱斯特·哈德森（21分） 篮板： 詹姆斯·辛格尔顿（12个） 助攻： 辛格尔顿 ,西热力江, 杨敬敏, 张庆鹏（2次） |  | 得分： 兰多夫·莫里斯（23分） 篮板： 兰多夫·莫里斯（13个） 助攻： 斯蒂芬·马布里（5次） |

| 3月21日 19点35分 |

| 比赛报告 |

| 新疆广汇 86–90 北京金隅（OT）                                                      |  |                                                                              |
| 每節分數： 19 - 23、14 - 21、24 - 20、24 - 17、： 5 - 9                            |  |                                                                              |
| 得分： 西热力江（18分） 篮板： 詹姆斯·辛格尔顿（11个） 助攻： 莱斯特·哈德森（8次） |  | 得分： 兰多夫·莫里斯（31分） 篮板： 兰多夫·莫里斯（17个） 助攻： 孙悦（6次） |

| 3月23日 19点45分 |

| 比赛报告 |

| 北京金隅 81–92 新疆广汇                                                               |  |                                                                                    |
| 每節分數： 22 - 24、24 - 25、18 - 22、17 - 21                                         |  |                                                                                    |
| 得分： 斯蒂芬·马布里（23分） 篮板： 兰多夫·莫里斯（14个） 助攻： 斯蒂芬·马布里（5次） |  | 得分： 莱斯特·哈德森（24分） 篮板： 詹姆斯·辛格尔顿（18个） 助攻： 西热力江（4次） |

| 3月26日 19点35分 |

| 比赛报告 |

| 北京金隅 94–88 新疆广汇                                                              |  |                                                                                            |
| 每節分數： 28 - 25、19 - 16、22 - 19、25 - 28                                        |  |                                                                                            |
| 得分： 斯蒂芬·马布里（23分） 篮板： 兰多夫·莫里斯（8个） 助攻： 斯蒂芬·马布里（8次） |  | 得分： 莱斯特·哈德森（27分） 篮板： 詹姆斯·辛格尔顿（11个） 助攻： 西热力江, 哈德森（3次） |

| 3月28日 19点35分 |

| 比赛报告 |

| 北京金隅 80–83 新疆广汇                                             |  |                                                                                        |
| 每節分數： 19 - 15、27 - 21、15 - 24、19 - 23                       |  |                                                                                        |
| 得分： 孙悦（17分） 篮板： 吉喆（14個） 助攻： 兰多夫·莫里斯（5次） |  | 得分： 莱斯特·哈德森（36分） 篮板： 哈德森, 刘书楠（13個） 助攻： 莱斯特·哈德森（5次） |

| 3月30日 19点35分 |

| 比赛报告 |

| 新疆广汇 88–98 北京金隅                                                      |  |                                                                                       |
| 每節分數： 19 - 27、21 - 27、25 - 12、23 - 32                                |  |                                                                                       |
| 得分： 雷吉·奥克萨（18分） 篮板： 杨敬敏（10个） 助攻： 莱斯特·哈德森（5次） |  | 得分： 兰多夫·莫里斯（30分） 篮板： 兰多夫·莫里斯（11个） 助攻： 斯蒂芬·马布里（5次） |

| 2013-14赛季中国男子篮球职业联赛总冠军: 北京金隅 队史第二次夺冠 |

| 总决赛MVP:兰多夫·莫里斯(北京金隅) |